# Vicieuze cirkels van Van Dijk
De vicieuze cirkels van Van Dijk is een model van vicieuze cirkels ontworpen door de psychiater Kuno van Dijk dat inzicht tracht te bieden in het begrip "verslaving". Het model richt zich niet zozeer op "de" oorzaak van de verslaving, maar meer op de factoren die de verslaving in stand neigen te houden.

## Het model van de vicieuze cirkels van verslaving
Het oorspronkelijke model van Kuno van Dijk bestaat uit vijf cirkels. Centraal staat de middelste vicieuze cirkel van de stof (of handeling) waaraan men verslaafd is. Rond deze cirkel draaien:
- de lichamelijke vicieuze cirkel.
- de farmacologische vicieuze cirkel.
- de psychische vicieuze cirkel.
- de sociale vicieuze cirkel.

Deze cirkels beïnvloeden elkaar en versterken de neiging om de verslaving in stand te houden.

### De lichamelijke vicieuze cirkel
- Voorbeeld: Een alcoholist gebruikt al lang veel alcohol zodat hij op een gegeven moment steeds gaat trillen als hij lang niets gedronken heeft. Om dit trillen te verminderen neemt hij een borrel waarna hij weer rustig wordt. Door deze actie gaat hij op den duur natuurlijk nog meer trillen. De remedie voor de lichamelijke klacht “trillen” veroorzaakt dus op den duur een verergering van de klacht: de lichamelijke vicieuze cirkel.

### De farmacologische vicieuze cirkel
De verschijnselen tolerantie, abstinentie en controleverlies zijn onderdelen van deze vicieuze cirkel die ontstaat door de wisselwerking die op gang gebracht wordt tussen enerzijds de chemische eigenschappen van de stof en anderzijds de stofwisseling van de gebruiker. Het lichaam van een verslaafde raakt op den duur gewend aan bepaalde niveaus van de verslavende stof die genomen wordt. Het lichaam reageert daarop met bepaalde tegenmaatregelen. Indien de betreffende stof opeens niet meer genomen wordt dan kunnen er heftige reacties (ontwenningsverschijnselen) optreden.
- Voorbeeld tolerantie: Een heroïnegebruiker raakt gewend aan de stof heroïne en heeft daarom steeds meer heroïne nodig om nog hetzelfde effect te bereiken.
- Voorbeeld abstinentie: Een sigarettenroker is gewend dat er nicotine in zijn bloed zit. Na 20 minuten is de nicotine weer voor een deel verdwenen en krijgt de roker weer zin in een nieuwe sigaret.
- Voorbeeld controleverlies: Een roker is gestopt met roken, maar komt op een feestje in de verleiding. Hij besluit dat één sigaret geen kwaad kan. Op het eind van het feestje heeft hij er echter tien gerookt en de volgende dag wordt er weer een pakje gekocht.

### De psychische vicieuze cirkel
De psychische cirkel bestaat eigenlijk uit twee kleinere cirkels: de psychiatrische en de psychologische cirkel.
De psychiatrische cirkel
Sommige stoffen (psychotrope stoffen) kunnen psychiatrische klachten veroorzaken, terwijl tegelijkertijd sommige psychiatrische klachten soms aanzetten of gevoelig maken voor het gebruik van die psychotrope stoffen. Er is een wisselwerking. Op een gegeven moment zijn echter oorzaak en gevolg niet meer duidelijk en soms zelfs niet meer relevant. De zogenaamde oplossing is onderdeel van het probleem geworden.
- Alcohol kan angststoornissen, depressies en psychotische verschijnselen veroorzaken, opiaten en tranquillizers depressies en cocaïne angststoornissen.
- Voorbeeld: Een ernstig depressieve patiënt grijpt naar de alcohol (hetgeen op korte termijn lijkt te helpen), maar wordt op den duur ook nog erg achterdochtig en ontwikkelt psychotische verschijnselen. Hij denkt dat al het bier vergiftigd is en schakelt daarom over op jenever. De depressie is echter niet verdwenen. Zo blijft hij aan de gang. Hoe meer alcohol, hoe depressiever hij wordt en hoe verder van de werkelijkheid hij verwijderd raakt met als gevolg weer meer alcoholconsumptie.

De psychologische cirkel
Elk mens wil zich waardevol voelen. Het betreft zaken als zelfbeeld, ideaal-ik, schuld en schaamte. Een verslaving tast het zelfbeeld aan; zo wil je eigenlijk niet zijn. Het gevolg is schuldgevoelens en schaamte.
- Voorbeeld: Niemand wil eigenlijk erkennen dat hij alcoholist is. Dat is nou niet het 'ideale ik'. Dat zou een negatief zelfbeeld opleveren. Om er maar niet over na te hoeven denken is het dan gemakkelijker om een borrel te nemen. Dan voelt de persoon zich niet (meer) zo waardeloos. Na het uitwerken van de alcohol voelt hij zich echter schuldig: hij heeft immers weer gedronken en zo bewezen dat hij verslaafd is. Om aan die gedachten te ontsnappen neemt hij weer een borrel. Hoe vaker er gedronken wordt des te vaker dit soort krenkingen optreden.

### De sociale vicieuze cirkel
Ieder mens heeft behoefte om door anderen geaccepteerd en gewaardeerd te worden. Verslaving brengt echter vaak sociale problemen met zich mee: financiële problemen, problemen met justitie, ruzie met vrienden en familie, te laat komen op het werk, intrekking van het rijbewijs, enzovoort. 
De verslaving zorgt er dus voor dat de sociale contacten veranderen, meestal in negatieve zin. De alcoholist handhaaft zich in de kroeg, maar niet meer op zijn werk. De junk “ligt lekker” in de scène, maar niet op straat. De verslaafde wordt geaccepteerd in de kringen waar het gebruik plaatsvindt, daarbuiten wordt hij geweerd. Het wordt zo steeds moeilijker om zich aan het verslavingswereldje te ontworstelen. Die wisselwerking houdt de sociale vicieuze cirkel aan de gang.